# آب‌مارها
آب‌مارها (نام علمی: Nerodia) نام یک سرده از تیره قمچه‌ماران است.